# Harm Derksen
Harm Derksen (* 10. Juli 1970 in Ven-Zelderheide, Provinz Limburg) ist ein niederländisch-US-amerikanischer Mathematiker auf dem Gebiet der Algebra und im Speziellen in der Invariantentheorie.

## Ausbildung und Leben
Als Schüler errang Harm Derksen 1988 die Bronzemedaille an der Internationalen Mathematikolympiade im australischen Canberra. Im selben Jahr legte er sein Abitur an der Gesamtschule Elzendaalcollege in Boxmeer ab und studierte von 1988 bis 1993 an der Radboud-Universität Nijmegen Mathematik. Dort diplomierte Derksen im Mai mit einem Thema zur endlichen Derivation, der Gruppenwirkung und Anwendungen. Im Anschluss war er dort bis 1994 Assistent in Ausbildung. Von Februar 1994 an war er mit einem Stipendium an der Universität Basel und von Oktober 1994 als Assistent am Mathematischen Institut der Uni Basel bei Hanspeter Kraft. Dort promovierte er sich unter Kraft mit einem invariantentheoretischen Thema mit dem Titel Constructive Invariant Theory and the Linearization Problem.
Nach der Doktorarbeit zog Derksen in die USA und war dort von 1997 bis 1998 wissenschaftlicher Mitarbeiter an der Northeastern University in Boston. Von 1998 bis 2000 war er am Massachusetts Institute of Technology, bevor er ab 2000 zunächst als Assistenzprofessor, seit 2009 als ordentlicher Professor an der University of Michigan tätig ist.

## Werke (Auswahl)
- Constructive Invariant Theory and the Linearization Problem, Universität Basel, Basel 1998. (Dissertation)
- mit Gregor Kemper: Computational invariant theory, Springer, Heidelberg 2015, ISBN 978-3-662-48422-7.
- mit Jerzy Weyman: An Introduction to Quiver Representations, Vol. 184, American Mathematical Society, 2017, ISBN 978-1-4704-2556-2.